# Древняя Русь в средневековом мире (энциклопедия)
«Дре́вняя Русь в средневеко́вом ми́ре» — специализированная энциклопедия на русском языке, посвящённая истории и культуре Древней Руси от возникновения до нашествия монголов в XIII веке. В создании энциклопедии принимали участие учёные из Института всеобщей истории Российской академии наук под общей редакцией Е. А. Мельниковой и В. Я. Петрухина. Кроме этих авторов, над энциклопедией также работали белорусские, украинские и другие российские учёные.

## Содержание
Энциклопедических статей представлено более 2 тысяч, которые приводятся в алфавитном порядке и содержат информацию о наиболее значительных событиях истории и культуры Древней Руси в домонгольский период. Их написание происходило на протяжении двух десятилетий 171 авторами, специалистами по археологии, истории, искусствоведению и филологии.
В энциклопедии представлены все памятники древнерусской литературы домонгольского периода, монументального строительства, иконописи. А также древнерусские города (Изборск, Белоозеро, Новгород и другие), центры Балтики (Бирка, Хедебю, Рига, Колывань) и Причерноморья (Корсунь, Корчев), Итиль, Саксин, Царьград, Фессалоники и другие города. 
По лингвистической теме присутствуют статьи о глаголице, кириллице, «Сказании о русской грамоте», деятельности Кирилла и Мефодия и др. Содержатся также статьи о древнем русском летописании, о берестяных грамотах, о кодикологии древнерусских рукописных книг, а также наиболее известных манускриптах: Остромировом Евангелии, Мстиславовом Евангелии, Пантелеймоновом Евангелии, Реймсском Евангелии, «Изборнике» Святослава, Кормчей книге и др.
Имеются подробные историко-археологические справки о восточнославянских, балтских, финно-угорских и тюркских племенах, составлявших население Киевской Руси и русских княжеств X-XIII вв., или же имевших с ними торговые, военные, дипломатические контакты. Представлены также статьи по теме взаимосвязей Древней Руси с Болгарией, Польшей, Чехией, Пруссией, Венгрией, Скандинавией, Арабским халифатом.
По теме экономической истории написаны статьи о ремесле, торговле, земледелии, животноводстве, гончарном деле, строительной технике, дани, «пути из варяг в греки», денежно-весовой системе, денежном обращении, кожаных и меховых деньгах, десятине, гривне и др. 
Немало статей посвящено военным походам, военной организации, оружию и защитному вооружению древнерусских дружин и ратей.
Включены биографии выдающихся деятелей истории, в первую очередь древнерусских князей, а также выдающихся писателей и деятелей церкви: архиепископов, епископов, игуменов.
Издание красочно иллюстрировано фотографиями, рисунками, картами и таблицами.

## Авторы
К моменту выхода энциклопедии некоторые авторы уже скончались — академики Г. Г. Литаврин и В. В. Седов, члены-корреспонденты РАН Л. А. Дмитриев, А. П. Новосельцев и Я. Н. Щапов, профессора Д. А. Авдусин, Я. С. Лурье, Б. А. Тимощук, Н. И. Щавелева и др. Среди специалистов в области древнерусской книжности, палеографии и литературы в подготовке приняли участие С. М. Каштанов, А. А. Турилов, А. М. Молдован, Л. В. Столярова, Т. В. Рождественская, М. В. Рождественская, О. В. Творогов, О. А. Белоброва, Т. В. Гимон. По археологии — В. Л. Янин, Н. А. Макаров, Е. Н. Носов, А. Н. Кирпичников. По языкознанию — А. А. Зализняк, А. А. Гиппиус, Ф. Б. Успенский. По политической, социальной и экономической истории — М. Б. Свердлов, В. А. Кучкин, А. А. Горский, В. Б. Перхавко, по истории церкви — Ю. А. Артамонов, М. В. Печников. По взаимоотношениям Руси с соседними странами — Б. Н. Флоря, Е. Л. Назарова. По древнерусскому искусству — Л. А. Беляев, О. А. Полякова.
Из научной школы члена-корреспондента АН СССР В. Т. Пашуто приняли участие М. В. Бибиков, А. В. Назаренко, Т. Н. Джаксон, И. Г. Коновалова, Т. М. Калинина, Г. В. Глазырина, В. И. Матузова и другие. В создании энциклопедии помогли также учёные из Белоруссии и Украины — П. П. Толочко, Н. Ф. Котляр, А. П. Толочко, М. А. Сагайдак, Г. Ю. Ивакин, А. П. Моця, П. Ф. Лысенко.